# Обава
Оба́ва (укр. Обава, венг. Dunkófalva) — село в Чинадиевской поселковой общине Мукачевского района Закарпатской области Украины.
Расположено в ущелье гор, на берегах речки Обавы.
Первое упоминание об Обаве в исторических документах относится к 1600 году.
В 1910 году в селе проживало 694 человека (626 русинов, 51 немцев, 17 венгров).
В марте—апреле 1919 года в селе существовала Советская власть.
В 1925 года начала действовать организация КПЧ.
После освобождения Обавы от немецких войск (26 октября 1944 года) 55 жителей добровольно вступили в ряды Красной Армии, 4 — в состав 1-го Чехословацкого армейского корпуса.
Уроженцем Обавы является украинский советский писатель В. И. Кохан.
В селе находится Церковь Успения. Была построена трёхъярусной, в бойковском стиле в начале XVIII века, а в 1788 году её перевезена в Обаву.